# نصرت‌الله کنی
نصرت‌الله کنی (زاده ۱۳۰۹ – درگذشته ۱۳۸۳) فیلم‌بردار، بازیگر و تدوین‌گر اهل ایران بود.

## بازیگر
- مأمور دو جانبه (۱۳۴۵)
- دختر ولگرد (۱۳۴۳)
- آقای هفت رنگ (۱۳۴۲)
- فرشته‌ای در خانه من (۱۳۴۲)
- مادر فداکار (۱۳۴۲)
- پنجه (۱۳۴۱)
- خداداد (۱۳۴۱)
- گل گمشده (۱۳۴۱)
- صد کیلو داماد (۱۳۴۰)
- بچه ننه (۱۳۳۹)
- آقا جنی شده (۱۳۳۸)
- سایه (۱۳۳۸)
- آقای اسکناس (۱۳۳۷)
- مادموازل خاله (۱۳۳۶)

## فیلم‌بردار
- گرگ‌های گرسنه (۱۳۷۰)
- تبعیدی‌ها (۱۳۷۰)
- تیغ آفتاب (۱۳۶۹)
- افیون (تب مرگ) (۱۳۶۰)
- سرباز اسلام (۱۳۵۹)
- فریاد مجاهد (۱۳۵۸)
- نفس بریده (۱۳۵۷)
- صبح خاکستر (۱۳۵۶)
- به امید دیدار (۱۳۵۴)
- صدای صحرا (۱۳۵۴)
- مراد برقی و هفت دخترون (۱۳۵۳)
- خروس (۱۳۵۲)
- تخت خواب سه نفره (۱۳۵۱)
- آب نبات چوبی (۱۳۵۱)
- صادق کرده (۱۳۵۱)
- غریبه (۱۳۵۱)
- غلام ژاندارم (۱۳۵۰)
- محلل (۱۳۵۰)
- فرار از تله (۱۳۵۰)
- صمد و قالیچه حضرت سلیمان (۱۳۵۰)
- پل (۱۳۵۰)
- پنجره (۱۳۴۹)
- رضا موتوری (۱۳۴۹)
- رام کردن مرد وحشی (۱۳۴۹)
- حسن کچل (۱۳۴۹)
- معجزه قلب‌ها (۱۳۴۸)
- جهنم سفید (۱۳۴۷)
- پلی به سوی بهشت (۱۳۴۷)
- دنیای پوشالی (۱۳۴۷)
- هنگامه (۱۳۴۷)
- من هم گریه کردم (۱۳۴۷)
- ببر مازندران (۱۳۴۷)
- ولگردها (۱۳۴۶)
- میلیونرهای گرسنه (۱۳۴۶)
- یکه‌بزن (۱۳۴۶)
- خداحافظ تهران (۱۳۴۵)
- شوخی نکن دلخور می شم (۱۳۴۵)
- عصیان (۱۳۴۵)
- قفس طلایی (۱۳۴۵)
- ولگرد قهرمان (۱۳۴۴)
- جلاد (۱۳۴۴)
- چهار تا شیطون (۱۳۴۴)
- ببر کوهستان (۱۳۴۴)
- دختران بامعرفت (۱۳۴۳)
- افسانه دهکده (۱۳۴۳)

## تدوین
- صدای صحرا (۱۳۵۴)
- مراد برقی و هفت دخترون (۱۳۵۳)
- خروس (۱۳۵۲)
- غریبه (۱۳۵۱)

## جشنواره‌ها
- برگزیده بهترین فیلم‌برداری (پنجره) در سومین دوره جشنواره فیلم سپاس تهران - ۱۳۴۹